# 合肥浜湖職業技術学院
合肥浜湖職業技術学院（中国語: 合肥滨湖职业技术学院）は、安徽省合肥市に本部を置く中華人民共和国の私立大学である。これは、安徽明星教育株式会社の投資の創始者によって2002年に設立された。

## 概要
合肥浜湖職業技術学院は、安徽省の私立高等専門学校であり、中華人民共和国に位置している。大学教育の実施、3年間の学校制度は、学生に大学の卒業証書が発行されるが、どの学位を与えるものではない。

## 沿革
| 年     | 月日    | 事跡                       |
| ------ | ------- | -------------------------- |
| 2002年 | -       | 安徽明星科技職業学院が開校 |
| 2008年 | 4月18日 | 合肥浜湖職業技術学院と改称 |

## 学部
- 機電与汽車工程学院

- 管理科学学院

- 商旅学院

- 建築工程与設計学院

## 歴代学長
| 区分                 | 代    | 氏名   | 任期                  |
| -------------------- | ----- | ------ | --------------------- |
| 安徽明星科技職業学院 | 初代  | 韓榮典 | 2002年3月 - 2009年4月 |
| 合肥浜湖職業技術学院 | 初代  | 韓榮典 | 2009年5月 - 2013年9月 |
| 合肥浜湖職業技術学院 | 代理  | 胡传健 | 2013年9月 - 2014年9月 |
| 合肥浜湖職業技術学院 | 複任  | 韓榮典 | 2014年9月 - 2016年3月 |
| 合肥浜湖職業技術学院 | 第2代 | 陳邦考 | 2016年3月 - 今        |